# Carl Ludwig Fischer

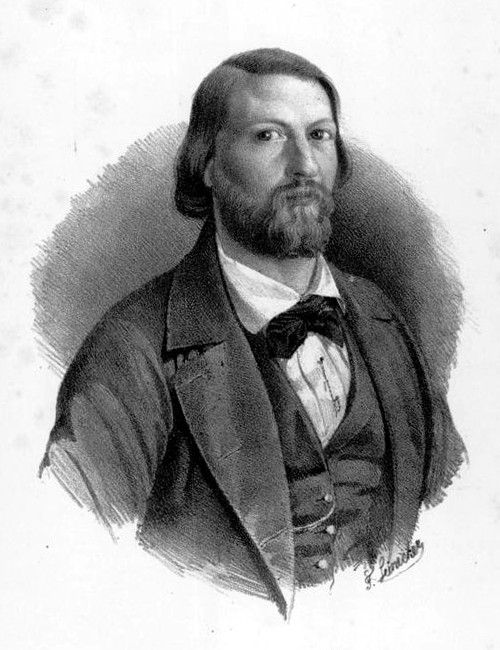
Carl Ludwig Fischer

Carl Ludwig Fischer (* 9. Februar 1816 in Kaiserslautern; † 15. August 1877 in Hannover) war ein deutscher Komponist und Kapellmeister und als solcher Hofkapellmeister des Königs Georg V. von Hannover.

## Leben

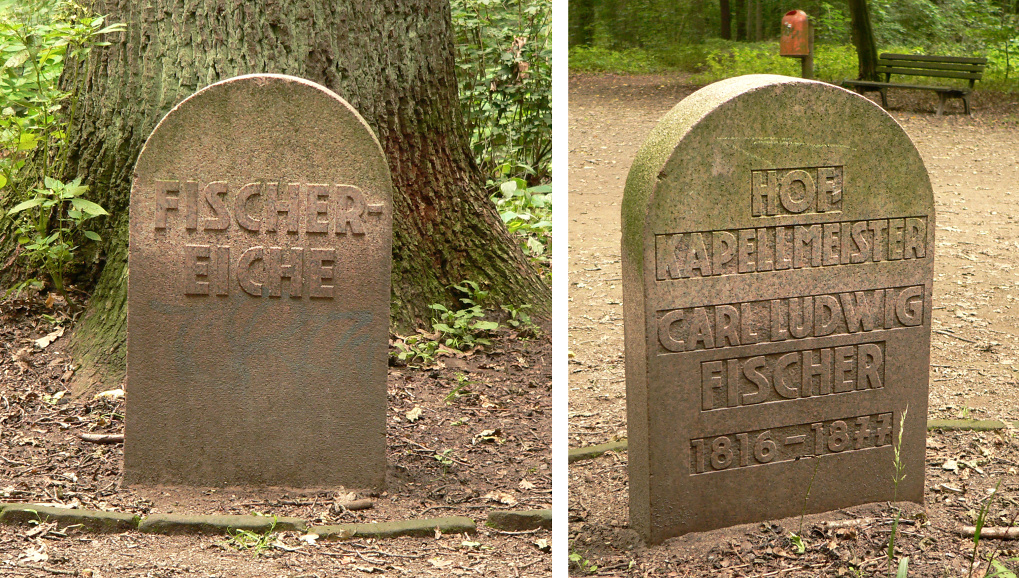
Gedenkstein für Carl Ludwig Fischer im hannoverschen Stadtwald Eilenriede

Ab 1847 wirkte Fischer als Theaterkapellmeister in Trier, Köln, Aachen, Nürnberg, Würzburg und Mainz. 
1852 wurde Fischer in Hannover 2. Hofkapellmeister an der Seite von Heinrich Marschner. Hauptsächlicher Arbeitsort war nun das von Georg Ludwig Friedrich Laves errichtete und im selben Jahr eröffnete Königliche Opernhaus. Einer der ersten Schüler Fischers war der spätere Hofopernsänger Georg Nollet. 1853 trat er dem Hannoverschen Künstlerverein bei. 1855 dirigierte er erstmals mit dem Tannhäuser eine Oper von Richard Wagner in Hannover. 1860 wurde er Hofkapellmeister.
Fischer engagierte sich stark für die Sängerbewegung in Deutschland: 1845 war er beim Ersten Deutschen Sängerfest in Würzburg Festkomponist und -dirigent, 1864 war er in Köln beim Sängerfest des Rheinischen Sängerbundes Dirigent und in Kaiserslautern Leiter des dritten Fests des pfälzischen Sängerbundes. Von 1864 bis 1867 war er Mitglied des ersten Ausschusses des Bundes der Vereinigten Norddeutschen Liedertafeln.

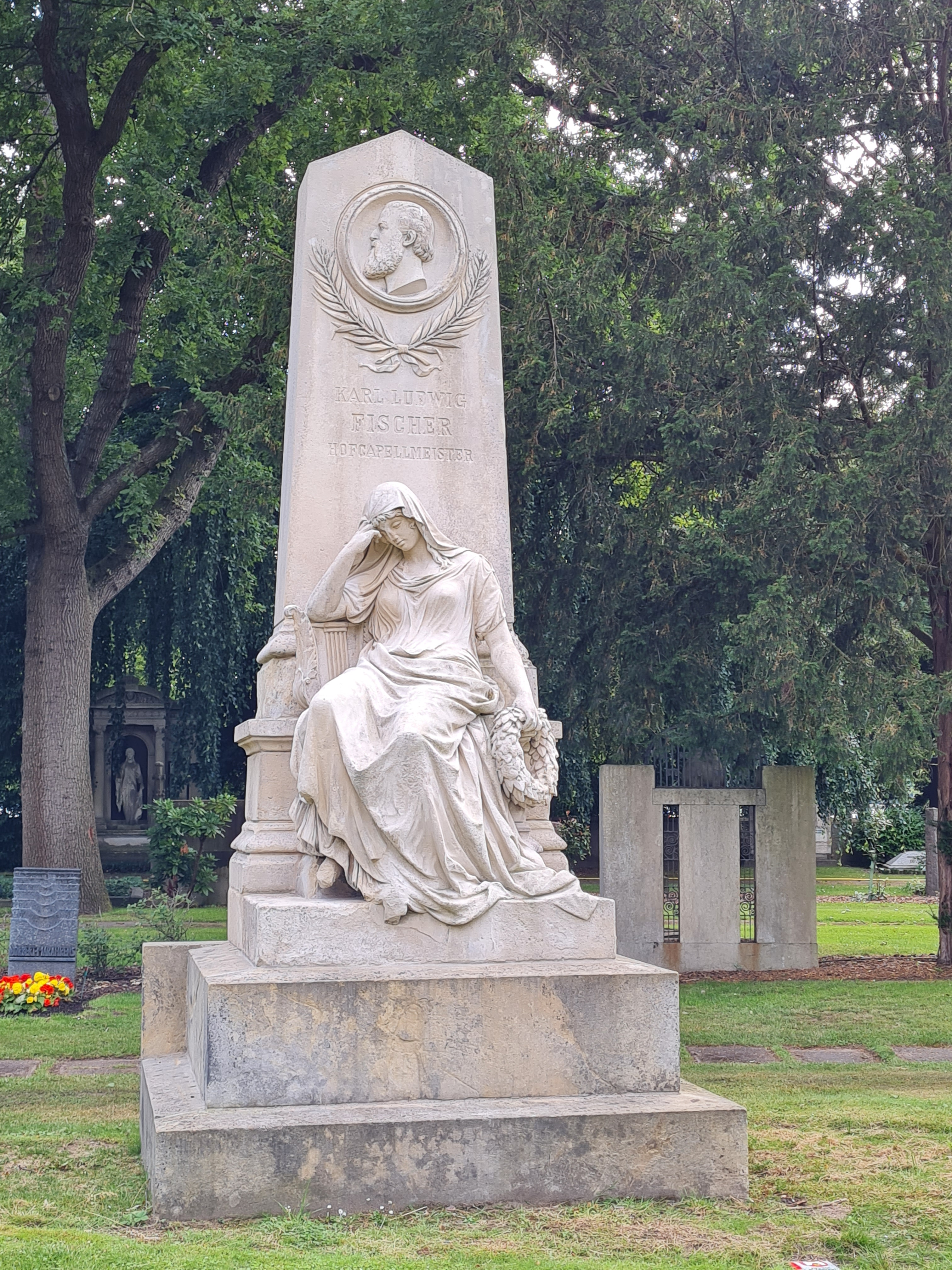
Das Grab von Carl Ludwig Fischer auf dem Engesohder Friedhof

Karl Ludwig Fischer wurde 1877 auf dem Stadtfriedhof Engesohde beigesetzt, wo sich bis heute sein Grabmal mit Medaillon in der Abteilung 25N, Nummer 8 findet. Das Grabmonument aus Sandstein schuf der seinerzeit noch junge Bildhauer Eduard Täger.
Posthum wurde 1882 zu Ehren des Hofkapellmeisters die Fischer-Eiche im hannoverschen Stadtwald Eilenriede gepflanzt. Sie befindet sich am Eingang des Rasenlabyrinths Das Rad.

## Werke (Auswahl)
- Meerestille und glückliche Fahrt für Männerchor und Orchester nach einem Gedicht von Johann Wolfgang von Goethe, uraufgeführt im Rahmen des Düsseldorfer Sängerfests am 3. August 1852 unter der Leitung des Komponisten